# Raphael Koch
Raphael Koch (Emmen, 20 gennaio 1990) è un ex calciatore svizzero, di ruolo difensore.
Ha anche un fratello più piccolo, Philippe Koch, anch'egli calciatore.

## Carriera

### Nazionale
Gioca la sua prima partita con la nazionale svizzera Under-21 a Varese il 10 agosto 2011 in occasione dell'amichevole contro l'Italia.

## Palmarès

### Club

#### Competizioni nazionali
- Coppa Svizzera: 1

Zurigo: 2013-2014